# Pałac w Żurawnie
Pałac w Żurawnie – pałac w Żurawnie.
Pałac wybudowany  w stylu neorenesansu francuskiego w latach 1904–1908 według projektu Władysława Sadłowskiego na miejscu budynku wzniesionego na przełomie XVIII-XIX w., który spłonął w 1904; obok zamku w Żurawnie.

## Historia
Pierwszy, piętrowy pałac w Żurawnie wybudował na planie szerokiego prostokąta w stylu klasycystycznym, na początku XIX w.  Tomasz Żebrowski. Obiekt posiadający dwa skrzydła od ogrodu, które z korpusem tworzyły literę U, powstał obok miejsca, w którym stał obronny zamek. Od frontu miał dwukondygnacyjny portyk z czterema wysuniętymi kolumnami podzielonymi na piętrze balkonem. W części górnej portyku zwieńczonej tympanonem znajdowały się smukłe kolumny toskańskie. Pałac nakryty dachem czterospadowym  spalił się w 1904 r. 

## Pałac Skrzyńskich-Czartoryskich
Po pożarze, sto metrów za pałacem przy Dniestrze zbudowano w latach 1904–1908 dla Antoniego Skrzyńskiego nową rezydencję w formie mniejszego pałacu w neorenesansowym stylu francuskim, według projektu Władysława Sadłowskiego. Wystrój rzeźbiarski wnętrz był autorstwa Piotra Harasimowicza. W pałacu znajdowała się cenna biblioteka, zniszczona w roku 1939. W okresie przedwojennym pałac był własnością rodziny Czartoryskich. Od frontu balkon wsparty na czterech kolumnach. Nad balkonowym oknem kartusz herbowy budowniczych, po lewej herb Zaremba  Antoniego Skrzyńskiego, syna Władysława; po prawej herb Jelita Eugenii Dembowskiej, żony Antoniego.

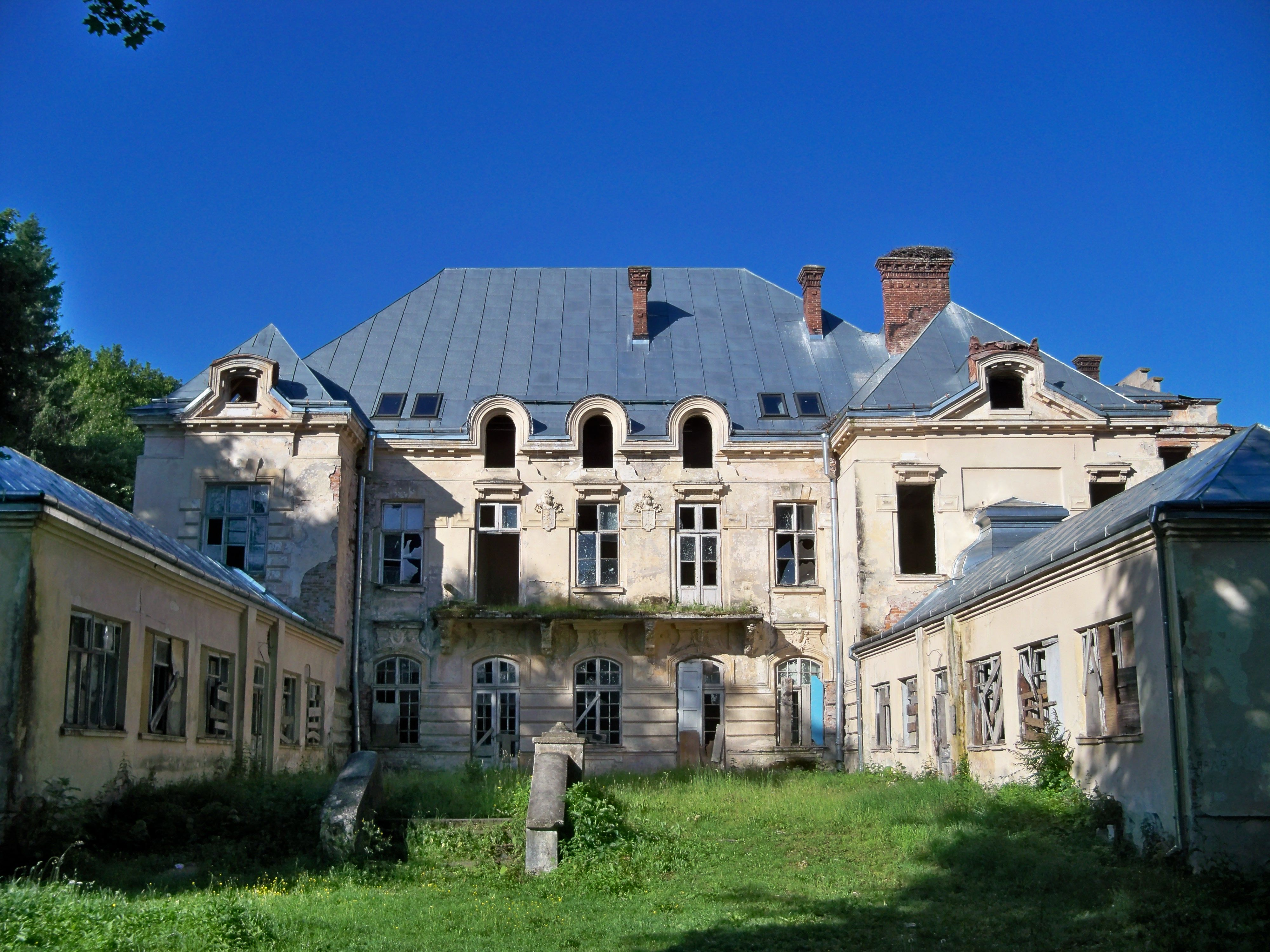
Pałac od ogrodu
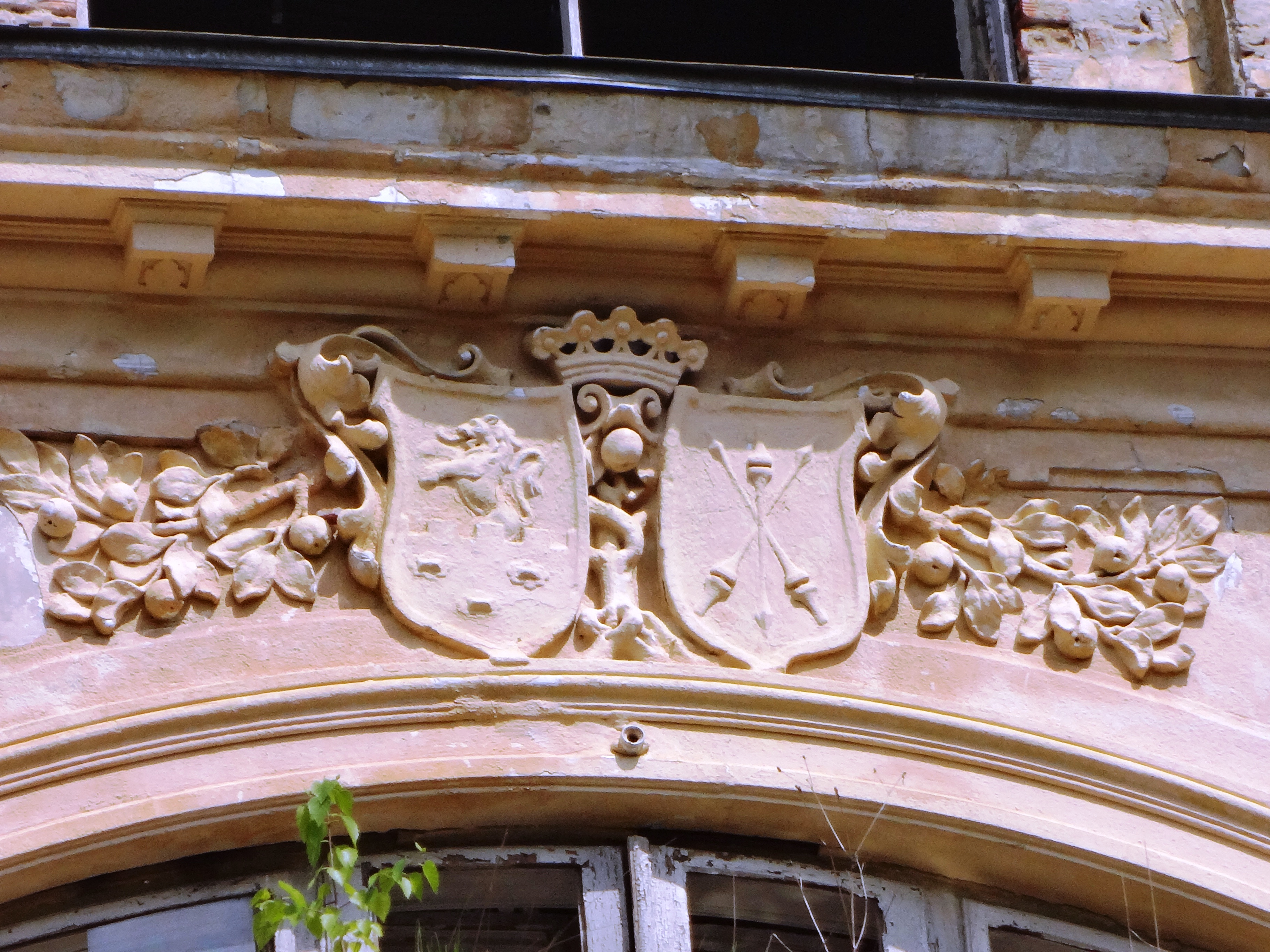
Kartusz z herbami Zaremba (L) Jelita (P)
Herb Zaremba
Herb Jelita
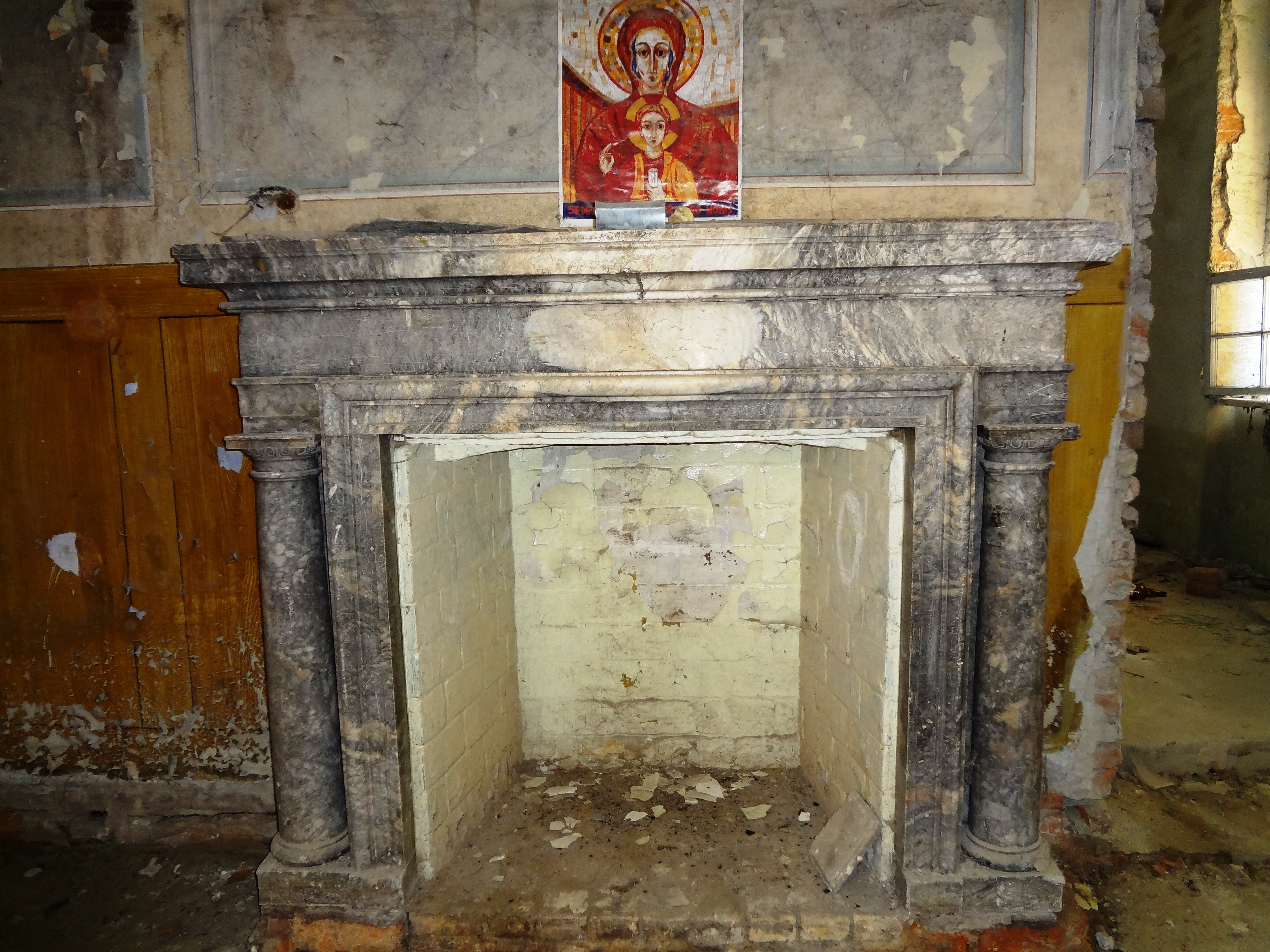
Kominek
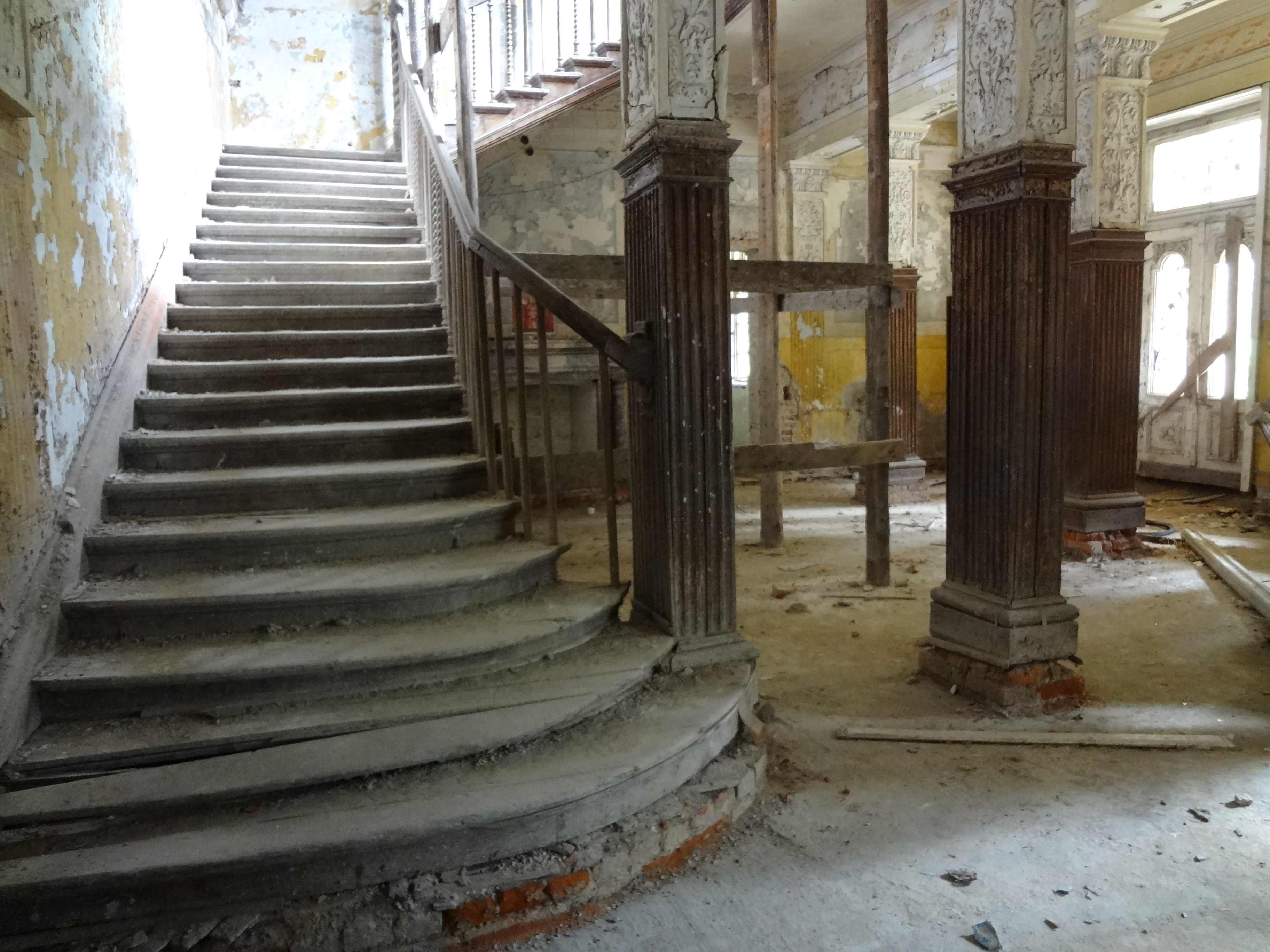
Schody
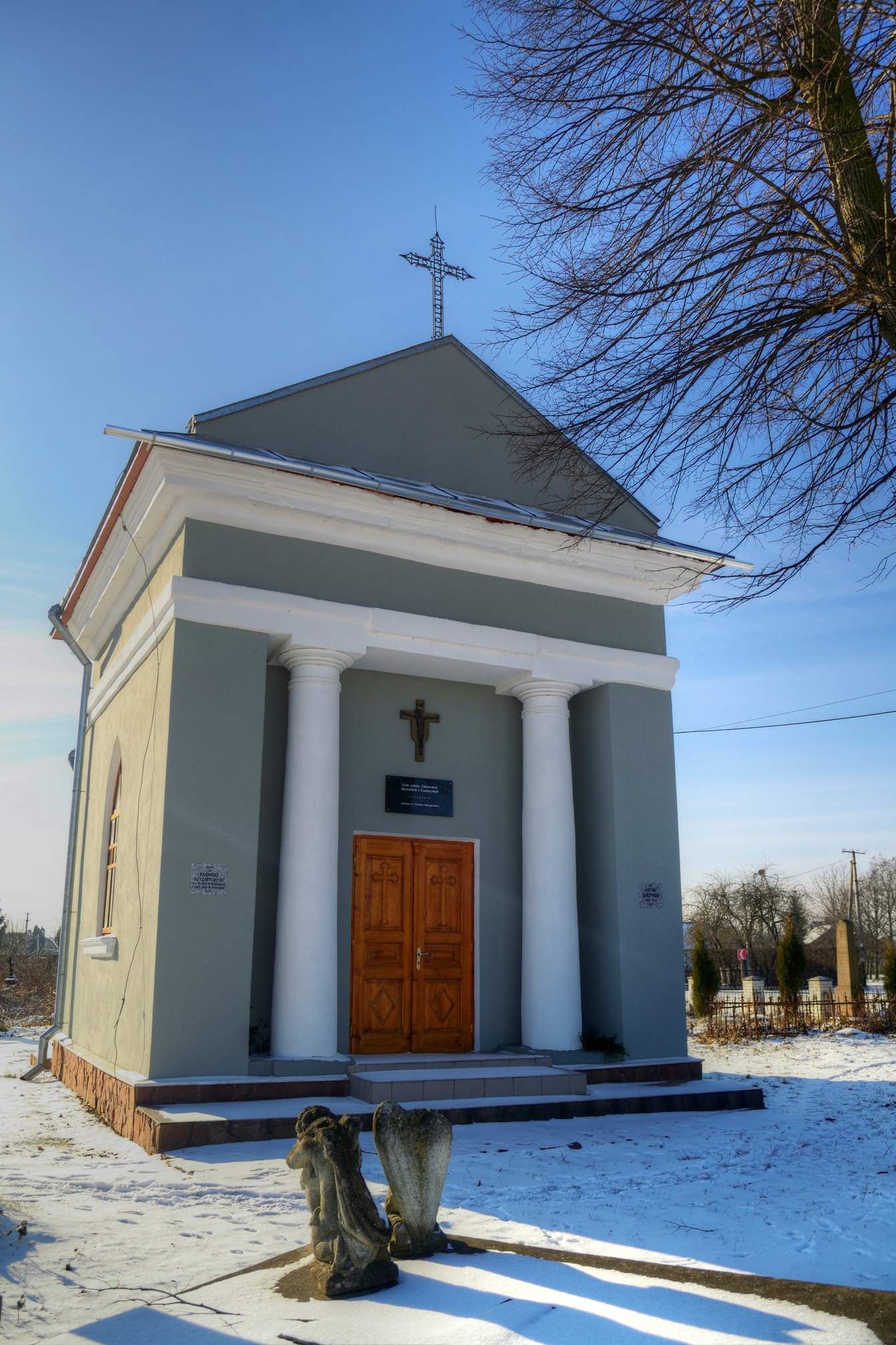
Kaplica Czartoryskich